# Faites chauffer la colle !
Pour plus de détails, voir Fiche technique et Distribution.
Faites chauffer la colle ! (titre original : Puss Gets the Boot) est un court métrage d'animation américain réalisé par William Hanna et Joseph Barbera, sorti le 10 février 1940.
Produit par Rudolf Ising de la Metro-Goldwyn-Mayer, ce cartoon est le premier de Tom et Jerry, bien que les personnages ne soient pas présentés sous ces noms dans le dessin animé (Tom est nommé « Jasper » et Jerry « Jinx »).

## Synopsis
Jasper s'amuse à terroriser Jinx. Lorsque ce dernier s'accroche à la moustache de Jasper, il lui met le doigt dans l'œil. Jasper se met à poursuivre Jinx mais brise par accident une statue. Sa maîtresse « Mammy Two Shoes » (voix originale : Lillian Randolph)  le menace alors de le jeter dehors s'il brise un autre objet. Lorsque la souris se moque de lui, Jasper essaye de le pourchasser mais Jinx lui menace de jeter un verre s'il le prend dans ses mains. Jasper recule, ayant peur de se faire jeter dehors. Mais Jinx jete quand même le verre et Jasper, heureusement, le rattrape. Mais la souris lance également un plateau, d'autres verres et un vase que le chat réussit à rattraper. Jasper imagine alors une stratégie : mettre des coussins sur le sol pour pouvoir attraper Jinx sans se faire jeter dehors. Une nouvelle course-poursuite se produit dans le salon. Mais Jinx fait porter à Jasper un tas de vaisselles puis finit par jeter une assiette que Jasper ne rattrape pas. Le chat finit alors par se faire jeter dehors par sa maîtresse comme menacé au début du cartoon.

## Fiche technique
- Réalisation : William Hanna et Joseph Barbera
- Animation : Don Williams, Michael Lah, Jack Zander, Peter Burness, et Rudy Zamora
- Scénario : William Hanna et Joseph Barbera
- Lay-out : Harvey Eisenberg
- Décor : Robert Gentle
- Musique : Scott Bradley
- Production : Rudolf Ising et Fred Quimby

### Voix

#### Version originale
- Clarence Nash : Jasper
- William Hanna : Jinx
- Lillian Randolph : Mammy Two Shoes (1re VO)
- June Foray : Mammy Two Shoes (2e VO)
- Thea Vidale : Mammy Two Shoes (3e VO)

#### Version française
- Monique Thierry : Mammy Two Shoes

## Distributionhome video
- DVD : Tom et Jerry : L'intégrale
- DVD et Blu-ray : Tom et Jerry Golden Collection : Volume 1
- DVD : Tom et Jerry : Édition spéciale anniversaire

## Distinctions
Ce cartoon a été nommé pour un Oscar du meilleur court métrage d'animation mais a perdu face à La Voie lactée.